# Poggio San Lorenzo
Poggio San Lorenzo là một đô thị ở tỉnh Rieti trong vùng Lazio, có khoảng cách khoảng 50 km về phía đông bắc của Roma và cách khoảng 15 km về phía đông bắc của Rieti.
Poggio San Lorenzo giáp các đô thị: Casaprota, Frasso Sabino, Monteleone Sabino, Torricella in Sabina.